# Castell de Balsareny
El castell de Balsareny és una fortalesa d'estil gòtic civil català ubicada dalt d'un turó, sobre el municipi de Balsareny, i datada el 951. És una obra declarada bé cultural d'interès nacional.
Ha estat vinculat de sempre al llinatge dels Balsareny i es troba en un excel·lent estat de conservació. Enfilat en un turó de 420 m a la vora dreta del riu Llobregat, avui és ben visible des de l'Eix del Llobregat, des d'on el castell destaca amb els seus merlets airosos. La vista sobre el riu i el poble de Balsareny és excel·lent. També es poden veure les torres de Castellnou i Castelladrall. La construcció actual força ben conservada té elements dels segles xiv i xv i es va refer al xix. Al costat mateix del castell es pot visitar la capella romànica del segle xii, amb modificacions posteriors, de la Mare de Déu del Castell.

## Descripció
El castell de Balsareny està situat dalt d'un turó de 420 m d'altitud, a la riba dreta del Llobregat. Es tracta d'una construcció gòtica del segle xiv que respon al tipus de palau fortificat, amb un gran edifici de planta pentagonal amb pati interior coronat amb merlets. Al voltant del pati hi ha diverses dependències: el celler, la cisterna, les quadres, la masmorra... Unes escales descobertes d'un sol tram situades a l'angle nord- occidental porten a la planta superior, on es troben les cambres, els salons i la cuina. A sobre d'aquesta planta hi ha el camí de ronda protegit per merlets amb sageteres. A la teulada hi ha la canalització d'aigües feta amb canonades de pedra per les que l'aigua transcorre fins a la cisterna situada al subsòl del pati.
Diversos autors assenyalen la presència d'alguns vestigis romànics al castell (part inferior del mur de tramuntana, arcs del primer pis del pati d'armes, fragments de les muralles), si bé és difícil precisar la data de construcció d'aquests i podrien molt bé haver-se construït en època gòtica. Durant la Guerra Carlina (1837) el castell fou envoltat per una muralla exterior amb bestorres rodones als angles.

### Crugies
El pati central, planta rectangular amb arcs a les seves dues ales, als voltants i al fons, tots de mig punt. Els del pis inferior són d'arrencada baixa i potser d'època romànica; els del pis superior, més esvelts, ben aparellats i amb impostes llises a les arrencades, són molt més tardans, potser ja del segle xvi. S'arriba a la planta noble per una escala descoberta i d'un sol tram a l'esquerra de l'entrada. A l'altre costat hi ha un pou senzill sobre la indispensable cisterna.
Aquest pati determina les quatre crugies en què es distribueixen les dependències de la casa. A la planta baixa s'aprecien arcs apuntats transversals, molt poc distants entre si, que devien sostenir sostres de bigues substituïdes modernament per voltes de rajoleta. Els sostres dels salons de la planta principal eren enteixinats (Ll. Monreal i M. de Riquer).

### Església de Santa Maria
Situada a escassa distància del cos principal del castell i a l'extrem sud del cim del tossa, és un edifici d'una sola nau amb absis semicircular llis a llevant. Al mur de migdia i actualment apiada es troba la porta original, d'arc de mig punt ressaltat per un altre arc en degradació i rematat per una arquivolta. La porta actual d'accés es troba al cantó de ponent. A sobre hi ha una finestra de doble esqueixada. La façana de ponent culmina amb un campanar d'espadanya. Al centre de l'absis s'obre una finestra de doble esqueixada ornamentada amb una senzilla arquivolta dovellada. Al mur de la cara nord hi ha la sagristia i una capella de planta quadrada coberta per una cúpula. L'església és coberta amb volta de canó apuntada. L'aparell és de carreus petits i regulars units amb calç. Aquesta església presenta les característiques d'una petita capella senyorial i destinada als senyors del castell. És d'un romànic avançat, de mitjans del segle xii. Estigué dedicada als sants Iscle i Victòria. Ha estat restaurada modernament per la Diputació De Barcelona.
El temple és obra del segle xii, amb reconstruccions de la façana del segle xiii. a finals del segle xvi i principis del XVII s'amplià amb una sagristia i una capella barroca, coberta amb cúpula, sens dubte per a convertir-la en un panteó familiar, ja que s'hi va col·locar una tomba en la qual, segons una inscripció tardana, hi ha les restes d'un Martín "primus dominus castri baroniae de Balcereni" (Montreal-De Riquer).

## Història

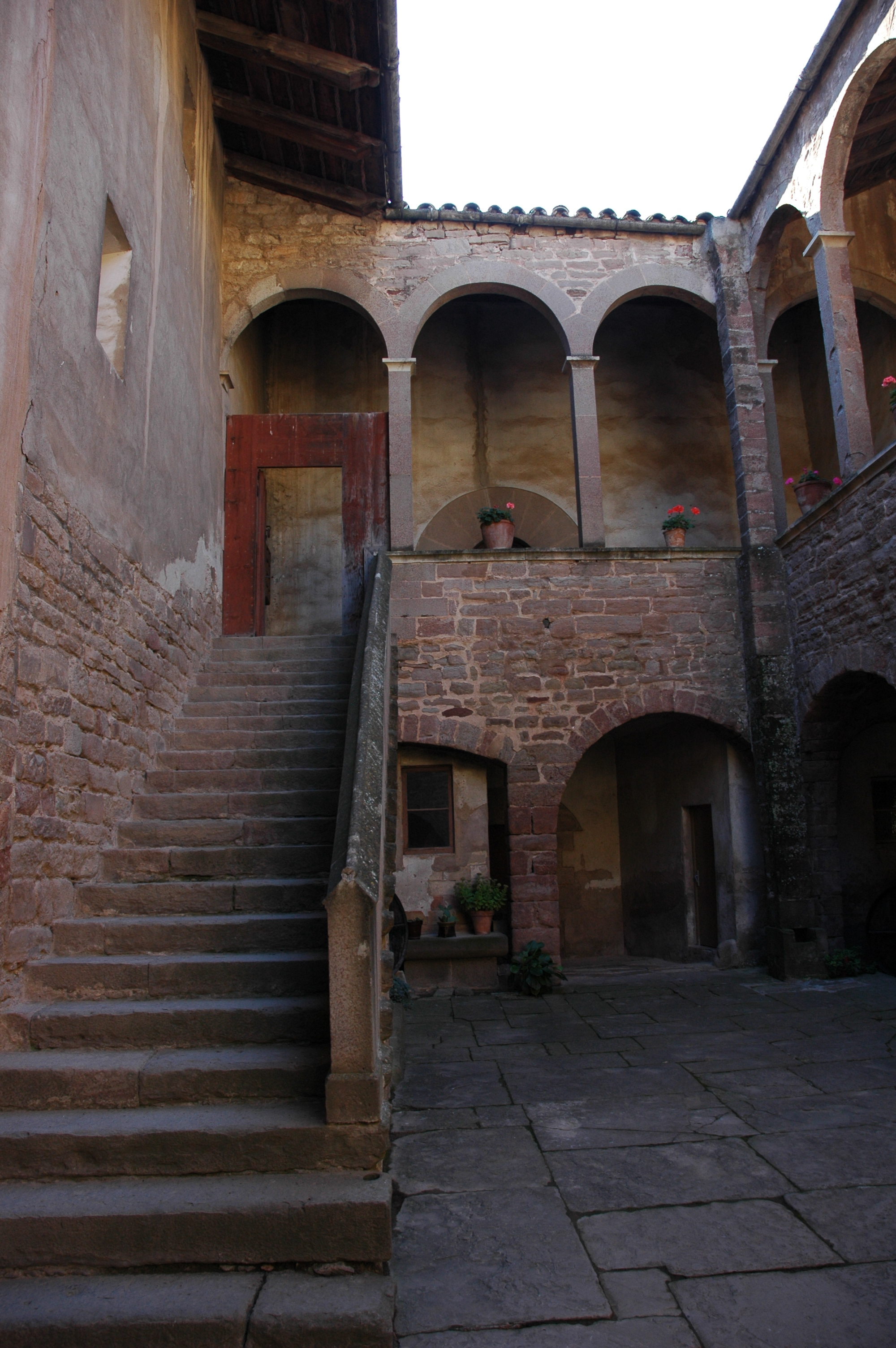
Interior del castell

### Primera datació
El castell apareix esmentat l'any 951, en documents d'època carolíngia procedents del monestir de Sant Benet de Bages i del bisbat de Vic. En un document del 966 i en un altre de 990 se'l menciona com a Castrum Balciarenno. El document de referència del 951 és un diploma de Lluís el Piadós, confirmació, a petició de la reina Gerberga i del Comte Odalric, dels béns de l'abat Cesari de Santa Cecília de Montserrat, entre els quals l'església de Santa Cecília en terme de Balsareny (Balceringia), que Longobard havia donat a Santa Cecília de Montserrat. Del mateix 951 hi ha un segon document, en aquest cas, una butlla del papa Agapit II a l'abat Arnulf de Ripoll, confirmant les propietats del monestir, entre les quals el lloc de Serra sanç, "in pago Balzaraniensi".
En aquests dos primers documents no es parla explícitament del castell, sinó d'una església del terme i d'un lloc del terme; però de l'existència d'un terme amb esglésies i masos se'n desprèn l'existència d'un castell termenat. Per això l'any 951 és la referència coneguda més antiga, tot i que el castell òbviament podia ser anterior; però no ho devia ser gaire, ja que no sembla casual que en un mateix any hi hagi dos documents, l'un del rei de França i l'altre del papa de Roma, que parlin de Balsareny, i abans no n'hi hagués cap (de conegut). El primer document que fa referència expressa del castell és del 966, i n'hi ha d'altres el 967, 977, 987, 990 (una butlla del papa Joan XV) i pàssim.

### Propietaris i reformes
Arran de la rebel·lió del got Aissó, els anys 826 i 827, tot el Bages va quedar despoblat fins que Guifré el Pilós el va repoblar els anys 877 al 883, construint esglésies, monestirs i rebastint castells vora el Llobregat, des de Balsareny fins a Manresa. En els segles x i xi, una família que duia el cognom de Balsareny es va instal·lar i va ajudar a la conquesta de la terra que era en mans dels sarraïns. El primer personatge que apareix amb aquest nom és un vicari comtal, Guifred de Balsareny, que comprà el 1009 unes cases al poble de Balsareny. El seu fill Guillem substituí el cèlebre abat Oliba com a bisbe de Vic, i la seva neta Guisla es casà amb el comte de Barcelona Berenguer Ramon I. Aquest infeudà el castell Bernat i Miró Riculf, membres de la família Balsareny el 1063; ara bé, els descendents no sembla que seguissin amb la possessió del castell. Entre 1143 i 1281 hi ha una família que s'anomena de Balsareny o de Vilallonga. El 1281 en Ramon de Peguera comprà el terme del castell. Al segle xvi per diversos enllaços matrimonials passà als Oliver, als Corbera-Santcliment, als de Martin i als marquesos d'Alòs. La família propietària actual, els marquesos d'Alòs, hi mantingueren la seva residència fins a l'any 1976.
L'any 1833 el castell patí un incendi (no pas fortuït) a conseqüència del qual en resultà bastant malmès. El 1888 començà la restauració del castell, sota el patrocini de J.J. d'Alós i de Martin. Ja en la dècada de 1950 en Lluís d'Alós promogué més obres de reforma. Cal afegir la tasca del grup local "Amics dels castells", fundat per Llorenç Planes el 1959.